# Ruth Stonehouse
Ruth Stonehouse (Denver, 28 settembre 1892 – Hollywood, 12 maggio 1941) è stata un'attrice, regista e sceneggiatrice statunitense.

## Biografia
Ruth Stonehouse nacque a Denver, in Colorado, da James Wesley Stonehouse (1869–1958) e Georgia C. Worster. Suo padre aveva fondato un'impresa di materiali per l'edilizia ancora attiva a luglio 2011, la Stonehouse Signs Inc.
Prima di intraprendere la carriera cinematografica, Ruth Stonehouse trovò lavoro a Chicago presso un giornale per il quale scriveva brevi racconti. Il suo primo film è del 1911: esordì come attrice in una pellicola prodotta dall'Essanay, Mr. Wise, Investigator dove fu diretta da E. Mason Hopper. Per la compagnia di Gilbert M. 'Broncho Billy' Anderson e George K. Spoor, girò circa un centinaio di pellicole. Nel 1916, firmò un contratto con l'Universal.
Nella sua carriera, che sarebbe durata fino all'avvento del sonoro, interpretò 181 film. Tra il 1917 e il 1919, girò una decina di pellicole come regista e ne firmò sette in qualità di soggettista. Si ritirò dagli schermi con il passaggio del cinema dal muto al parlato.

### Vita privata
Nel 1914, Ruth Stonehouse si sposò con lo scrittore e sceneggiatore Joseph Anthony Roach (1886-1945). Il 1º ottobre 1927, sposò in seconde nozze Felix Hughes. Il matrimonio durò fino alla morte dell'attrice che morì a Hollywood, di emorragia cerebrale, il 12 maggio 1941 all'età di 48 anni.

## Filmografia
La filmografia - basata su IMDb - è completa.

### Attrice
- Mr. Wise, Investigator, regia di E. Mason Hopper - cortometraggio (1911)
- The Browns Have Visitor - cortometraggio (1912)
- The New Church Organ, regia di Archer MacMackin - cortometraggio (1912)
- An Adamless Eden - cortometraggio (1912)
- Twilight - cortometraggio (1912)
- Billy McGrath's Love Letters - cortometraggio (1912)
- Neptune's Daughter, regia di Theodore Wharton - cortometraggio (1912)
- The End of the Feud, regia di Theodore Wharton - cortometraggio (1912)
- Sunshine, regia di Theodore Wharton - cortometraggio (1912)
- Chains, regia di Archer MacMackin - cortometraggio (1912)
- From the Submerged, regia di Theodore Wharton - cortometraggio (1912)
- Billy McGrath's Art Career - cortometraggio (1912)
- Mr. Hubby's Wife - cortometraggio (1912)
- The Stain - cortometraggio (1912)
- The Shadow of the Cross - cortometraggio (1912)
- The Virtue of Rags, regia di Theodore Wharton - cortometraggio (1912)
- His Birthday Jacket - cortometraggio (1912)
- Giuseppe's Good Fortune - cortometraggio (1912)
- Requited Love - cortometraggio (1912)
- When Soul Meets Soul, regia di Norman MacDonald - cortometraggio (1913)
- The Thirteenth Man - cortometraggio (1913)
- The Laird of McGillicuddy - cortometraggio (1913)
- The Melburn Confession - cortometraggio (1913)
- The Broken Heart, regia di Harry McRae Webster - cortometraggio (1913)
- A Bottle of Musk - cortometraggio (1913)
- An Old, Old Song - cortometraggio (1913)
- The Pathway of Years - cortometraggio (1913)
- The Spy's Defeat, regia di Harry McRae Webster - cortometraggio (1913)
- A Wolf Among Lambs - cortometraggio (1913)
- The Little Mother - cortometraggio (1913)
- The Unknown - cortometraggio (1913)
- A Woman's Way - cortometraggio (1913)
- Two Social Calls - cortometraggio (1913)
- The Good in the Worst of Us - cortometraggio (1913)
- Let No Man Put Asunder - cortometraggio (1913)
- Easy Payments - cortometraggio (1913)
- Witness 'A-3 Center' - cortometraggio (1913)
- Bread Upon the Waters - cortometraggio (1913)
- Homespun - cortometraggio (1913)
- The World Above - cortometraggio (1913)
- Broken Threads United - cortometraggio (1913)
- In Convict Garb, regia di Harry McRae Webster - cortometraggio (1913)
- A Ray of God's Sunshine - cortometraggio (1913)
- Three Scraps of Paper - cortometraggio (1913)
- Thy Will Be Done - cortometraggio (1913)
- The Man Outside - cortometraggio (1913)
- The Brand of Evil, regia di Harry McRae Webster - cortometraggio (1913)
- Autumn Love - cortometraggio (1913)
- The Heart of the Law - cortometraggio (1913)
- The Ghost of Self - cortometraggio (1913)
- Hearts and Flowers - cortometraggio (1914)
- The Hour and the Man, regia di E.H. Calvert - cortometraggio (1914)
- The Hand That Rocks the Cradle - cortometraggio (1914)
- The Conqueror - cortometraggio (1914)
- Nearly Married - cortometraggio (1914)
- Dawn and Twilight - cortometraggio (1914)
- The Grip of Circumstance, regia di E.H. Calvert - cortometraggio (1914)
- Mongrel and Master - cortometraggio (1914)
- The Other Girl, regia di E.H. Calvert - cortometraggio (1914)
- Hear No Evil - cortometraggio (1914)
- Let No Man Escape - cortometraggio (1914)
- The Long Cold Night - cortometraggio (1914)
- The Counter-Melody - cortometraggio (1914)
- The Price of His Honor - cortometraggio (1914)
- The Man for A' That - cortometraggio (1914)
- Yarn a-Tangle - cortometraggio (1914)
- Ashes of Hope - cortometraggio (1914)
- Blind Man's Bluff - cortometraggio (1914)
- Blood Will Tell, regia di E.H. Calvert - cortometraggio (1914)
- An Angel Unaware - cortometraggio (1914)
- Jane - cortometraggio (1914)
- The Daring Young Person - cortometraggio (1914)
- Trinkets of Tragedy - cortometraggio (1914)
- The Night Hawks - cortometraggio (1914)
- Her Trip to New York - cortometraggio (1914)
- The Motor Buccaneers - cortometraggio (1914)
- Stopping the Limited, regia di Harry Mainhall - cortometraggio (1914)
- The Fable of the Two Mandolin Players and the Willing Performer - cortometraggio (1914)
- The Masked Wrestler, regia di E.H. Calvert - cortometraggio (1914)
- No. 28, Diplomat - cortometraggio (1914)
- The Fable of Lutie, the False Alarm - cortometraggio (1914)
- Sparks of Fate, regia di E.H. Calvert - cortometraggio (1914)
- A Splendid Dishonor, regia di E.H. Calvert - cortometraggio (1914)
- White Lies - cortometraggio (1914)
- The Real Agatha, regia di Richard Travers - cortometraggio (1914)
- Mother o' Dreams - cortometraggio (1914)
- The Unplanned Elopement, regia di E.H. Calvert - cortometraggio (1914)
- Fires of Fate - cortometraggio (1914)
- The Servant Question - cortometraggio (1914)
- The Girl from Thunder Mountain - cortometraggio (1914)
- The Battle of Love - cortometraggio (1914)
- The Conflict - cortometraggio (1915)
- Surgeon Warren's Ward - cortometraggio (1915)
- The Misjudged Mr. Hartley - cortometraggio (1915)
- The Lieutenant Governor, regia di Joseph Byron Totten - cortometraggio (1915)
- The Creed of the Clan - cortometraggio (1915)
- Third Hand High, regia di E.H. Calvert - cortometraggio (1915)
- A Romance of the Night - cortometraggio (1915)
- The Amateur Prodigal - cortometraggio (1915)
- The Surprise of My Life - cortometraggio (1915)
- The Dance at Aleck Fontaine's, regia di Henry Oyen - cortometraggio (1915)
- The Fable of the Divine Spark That Had a Short Circuit - cortometraggio (1915)
- The Fable of the Galumptious Girl - cortometraggio (1915)
- The Wood Nymph, regia di E.H. Calvert - cortometraggio (1915)
- The Man in Motley, regia di E.H. Calvert - cortometraggio (1915)
- A Night in Kentucky, regia di Crittenden Marriott - cortometraggio (1915)
- The Fable of the Men at the Women's Club - cortometraggio (1915)
- The Profligate - cortometraggio (1915)
- The Fable of the Highroller and the Buzzing Blondine - cortometraggio (1915)
- The Fable of the Two Sensational Failures - cortometraggio (1915)
- Otherwise Bill Harrison - cortometraggio (1915)
- Above the Abyss - cortometraggio (1915)
- The Slim Princess, regia di E.H. Calvert (1915)
- The Gilded Cage - cortometraggio (1915)
- The Romance of an American Duchess - cortometraggio (1915)
- A Dignified Family, regia di E.H. Calvert - cortometraggio (1915)
- Temper - cortometraggio (1915)
- The Call of Yesterday - cortometraggio (1915)
- When My Lady Smiles - cortometraggio (1915)
- Does the Woman Forget? - cortometraggio (1915)
- The Fable of Hazel's Two Husbands and What Became of Them, regia di Richard Foster Baker - cortometraggio (1915)
- Darling Dandy - cortometraggio (1915)
- Inheritance, regia di Clem Easton - cortometraggio (1915)
- The Spider, regia di Lawrence C. Windom - cortometraggio (1915)
- Miss Freckles, regia di Charles Ashley - cortometraggio (1915)
- The Crimson Wing, regia di E.H. Calvert (1915)
- The Papered Door, regia di Lawrence C. Windom - cortometraggio
- The Alster Case, regia di J. Charles Haydon (1915)
- Brought Home, regia di Lawrence C. Windom - cortometraggio (1915)
- The Law and the Lady, regia di Raymond Wells - cortometraggio (1916)
- Angels Unaware - cortometraggio (1916)
- Destiny, regia di Harry Beaumont - cortometraggio (1916)
- Peg della pista (The Adventures of Peg o' the Ring), regia di Francis Ford, Jacques Jaccard - scene cancellate (1916)
- The Phone Message, regia di Allen Holubar - cortometraggio (1916)
- Trionfa l'amore (Love Never Dies), regia di William Worthington (1916)
- Kinkaid, Gambler, regia di Raymond Wells (1916)
- Fighting for Love, regia di Raymond Wells (1917)
- Love Aflame (o Hearts Aflame) , regia di James Vincent, Raymond Wells (1917)
- Dorothy Dares, regia di Ruth Stonehouse - cortometraggio (1917)
- The Heart of Mary Ann, regia di Ruth Stonehouse - cortometraggio (1917)
- The Saintly Sinner, regia di Raymond Wells (1917)
- Mary Ann in Society, regia di Ruth Stonehouse - cortometraggio (1917)
- The Stolen Actress, regia di Ruth Stonehouse - cortometraggio (1917)
- Tacky Sue's Romance, regia di Ruth Stonehouse - cortometraggio (1917)
- Puppy Love, regia di Ruth Stonehouse - cortometraggio (1917)
- Daredevil Dan, regia di Ruth Stonehouse - cortometraggio (1917)
- A Limb of Satan, regia di Ruth Stonehouse - cortometraggio (1917)
- Follow the Girl, regia di Louis Chaudet (1917)
- The Winning Pair, regia di L.W. Chaudet (Louis Chaudet) - cortometraggio (1917)
- The Edge of the Law, regia di Louis William Chaudet (Louis Chaudet) (1917)
- A Walloping Time, regia di Ruth Stonehouse - cortometraggio (1917)
- A Phantom Husband, regia di Ferris Hartman (1917)
- Rosalind at Redgate, regia di Ruth Stonehouse - cortometraggio (1919)
- The Master Mystery, regia di Harry Grossman e Burton L. King - serial (1919)
- Il cavaliere mascherato (The Masked Rider), regia di Aubrey M. Kennedy (1919) - serial
- The Four-Flusher, regia di Harry L. Franklin (1919)
- The Red Viper, regia di Jacques Tyrol (1919)
- Parlor, Bedroom and Bath, regia di Edward Dillon (1920)
- The Hope, regia di Herbert Blaché (1920)
- Are All Men Alike?, regia di Philip E. Rosen (1920)
- Cinderella's Twin, regia di Dallas M. Fitzgerald (1920)
- The Land of Jazz, regia di Jules Furthman (1920)
- I Am Guilty, regia di Jack Nelson (1921)
- Don't Call Me Little Girl, regia di Joseph Henabery (1921)
- The Wolver, regia di Robert N. Bradbury - cortometraggio (1921)
- Mother o' Dreams, regia di Robert N. Bradbury - cortometraggio (1921)
- Lorraine of the Timberlands, regia di Robert N. Bradbury - cortometraggio (1921)
- The Honor of Ramirez, regia di Robert N. Bradbury - cortometraggio (1921)
- The Spirit of the Lake, regia di Robert N. Bradbury - cortometraggio (1921)
- The Heart of Dorean, regia di Robert N. Bradbury - cortometraggio (1921)
- The Flash, regia di William James Craft (1923)
- Flames of Passion
- Lights Out, regia di Alfred Santell (1923)
- The Way of the Transgressor, regia di William James Craft (1923)
- A Girl of the Limberlost, regia di James Leo Meehan (1924)
- Broken Barriers, regia di Reginald Barker (1924)
- Straight Through, regia di Arthur Rosson (1925)
- A Two-Fisted Sheriff, regia di Ward Hayes, Ben F. Wilson (1925)
- Fifth Avenue Models, regia di Svend Gade (1925)
- The Fugitive, regia di Ben F. Wilson (1925)
- Blood and Steel
- The Scarlet West, regia di John G. Adolfi (1925)
- Ermine and Rhinestones, regia di Burton L. King (1925)
- False Pride
- The Wives of the Prophet, regia di James A. Fitzgerald (1926)
- Broken Homes, regia di Hugh Dierker (1926)
- The Ladybird, regia di Walter Lang (1927)
- Poor Girls, regia di William James Craft (1927)
- The Satin Woman, regia di Walter Lang (1927)
- The Ape, regia di Beverly C. Rule (1928)
- The Devil's Cage, regia di Wilfred Noy (1928)

### Film o documentari dove appare Ruth Stonehouse
- Thrills of Yesterday - filmati d'archivio (1931)

### Regista
- Dorothy Dares - cortometraggio (1917)
- The Heart of Mary Ann - cortometraggio (1917)
- Mary Ann in Society - cortometraggio (1917)
- The Stolen Actress - cortometraggio (1917)
- Tacky Sue's Romance - cortometraggio (1917)
- Puppy Love - cortometraggio (1917)
- Daredevil Dan - cortometraggio (1917)
- A Limb of Satan - cortometraggio (1917)
- A Walloping Time - cortometraggio (1917)
- Rosalind at Redgate - cortometraggio (1919)

### Sceneggiatrice
- Dorothy Dares, regia di Ruth Stonehouse - cortometraggio (1917)
- The Heart of Mary Ann, regia di Ruth Stonehouse - cortometraggio (1917)
- Mary Ann in Society, regia di Ruth Stonehouse - cortometraggio (1917)
- Puppy Love, regia di Ruth Stonehouse - cortometraggio (1917)
- Daredevil Dan, regia di Ruth Stonehouse - cortometraggio (1917)
- A Walloping Time, regia di Ruth Stonehouse - cortometraggio (1917)
- Rough Going, regia di Wally Van - soggetto (1925)